# Michael Labahn
Michael Labahn (* 1964 in Braunschweig) ist ein deutscher evangelischer Theologe und Neutestamentler.

## Leben
Er studierte evangelische Theologie in Oberursel, Tübingen und Göttingen. Nach der Tätigkeit als wissenschaftliche Hilfskraft bei Christian Strecker und dem ersten theologischen Examen war er Repetent der Braunschweiger Landeskirche in Göttingen. Seit 1995 war er wissenschaftlicher Assistent in Halle. Nach der 1998 erfolgten Promotion zum Dr. theol. an der Universität Göttingen und dem zweiten theologischen Examen in Magdeburg (Vikariat in Halle (Saale)) lehrt er als außerplanmäßiger Professor an der Theologischen Fakultät der Universität Halle-Wittenberg.

## Publikationen (Auswahl)
- Jesus als Lebensspender. Untersuchungen zu einer Geschichte der johanneischen Tradition anhand ihrer Wundergeschichten. Berlin 1999, ISBN 3-11-016301-2.
- Offenbarung in Zeichen und Wort. Untersuchungen zur Vorgeschichte von Joh 6,1–25a und seiner Rezeption in der Brotrede. Tübingen 2000, ISBN 3-16-147306-X.
- Der Gekommene als Wiederkommender. Die Logienquelle als erzählte Geschichte. Leipzig 2010, ISBN 978-3-374-02757-6.
- Ausgewählte Studien zum Johannesevangelium. Selected studies in the Gospel of John 1998–2013. Leuven 2017, ISBN 90-429-3404-2.